# 45 × 90
Les points 45 × 90 sont les quatre points de la surface de la Terre situés à mi-latitude entre les pôles et l'équateur (soit 45° Nord ou 45° Sud), et à mi-longitude entre le méridien de Greenwich et le 180e méridien (soit 90° Est ou 90° Ouest).
Le point 45° N, 90° O, situé aux États-Unis, est matérialisé depuis les années 1970 par un monument et constitue une attraction locale. 

## Idée reçue
Contrairement à une idée reçue :
- Ces points ne sont pas à égale distance entre les pôles et l'équateur, car la forme de la Terre n'est pas parfaitement sphérique mais légèrement ellipsoïdale (aplatie aux pôles). Les 45e parallèles sont donc plus proches de l'équateur que des pôles, tandis que les points à égale distance entre les pôles et l'équateur sont situés à la latitude 45° 09', à environ 16 kilomètres du 45e parallèle[1],[2],[3].
- Ces points ne constituent pas les centres des intersections entre les hémisphères nord et sud d'une part, et est et ouest d'autre part, en raison non seulement de la forme ellipsoïdale de la Terre, mais aussi de la méthode de calcul du centre d'une surface courbe[3].

## Hémisphère nord
Les deux points 45 × 90 de l'hémisphère nord sont situés sur des terres émergées :

### Hémisphères nord et ouest
—  45e parallèle nord ;
  |   90e méridien ouest ;
1. Ancien indicateur, à un emplacement imprécis ;
2. Nouvel indicateur, à l'emplacement réel ;
3. Bar Gesicki's.

45° N, 90° O est situé dans la région des Grands Lacs des États-Unis, dans le Wisconsin, plus précisément à Poniatowski (en), une zone non incorporée de Rietbrock (en), dans le comté de Marathon. 

#### Ancien indicateur
L'emplacement de ce 45 × 90 a été déterminé par l'USGS aux environs de 1970, à la demande des habitants locaux, plus particulièrement de John Gesicki, le tenancier du bar Gesicki's tout proche, actif dans la promotion de Poniatowski comme lieu de ce 45 × 90,,.
Un petit jardin public y avait été aménagé pour le signaler aux visiteurs, et un marqueur géographique y avait été scellé dans le sol, avec un panneau explicatif installé à côté, par la commission des parcs du comté de Marathon. Le panneau indiquait,, :
| « GEOLOGICAL MARKER This spot in Section 14, in the Town of Rietbrock, Marathon County is the exact center of the northern half of the Western Hemisphere. It is here that the 90th meridian of longitude bisects the 45th parallel of latitude, meaning it is exactly halfway between the North Pole and the Equator, and is a quarter of the way around the earth from Greenwich, England. MARATHON COUNTY PARK COMMISSION » |

44° 59′ 57,3″ N, 90° 00′ 14,4″ O sont les coordonnées réelles de cet ancien indicateur, à quelques centaines de mètres au sud-ouest des coordonnées exactes 45° N 90° O, car ce point était situé trop loin dans les champs, si bien qu'un site plus proche d'une route (Meridian Road) avait été préféré.

Ancien panneau et marqueur scellé au sol
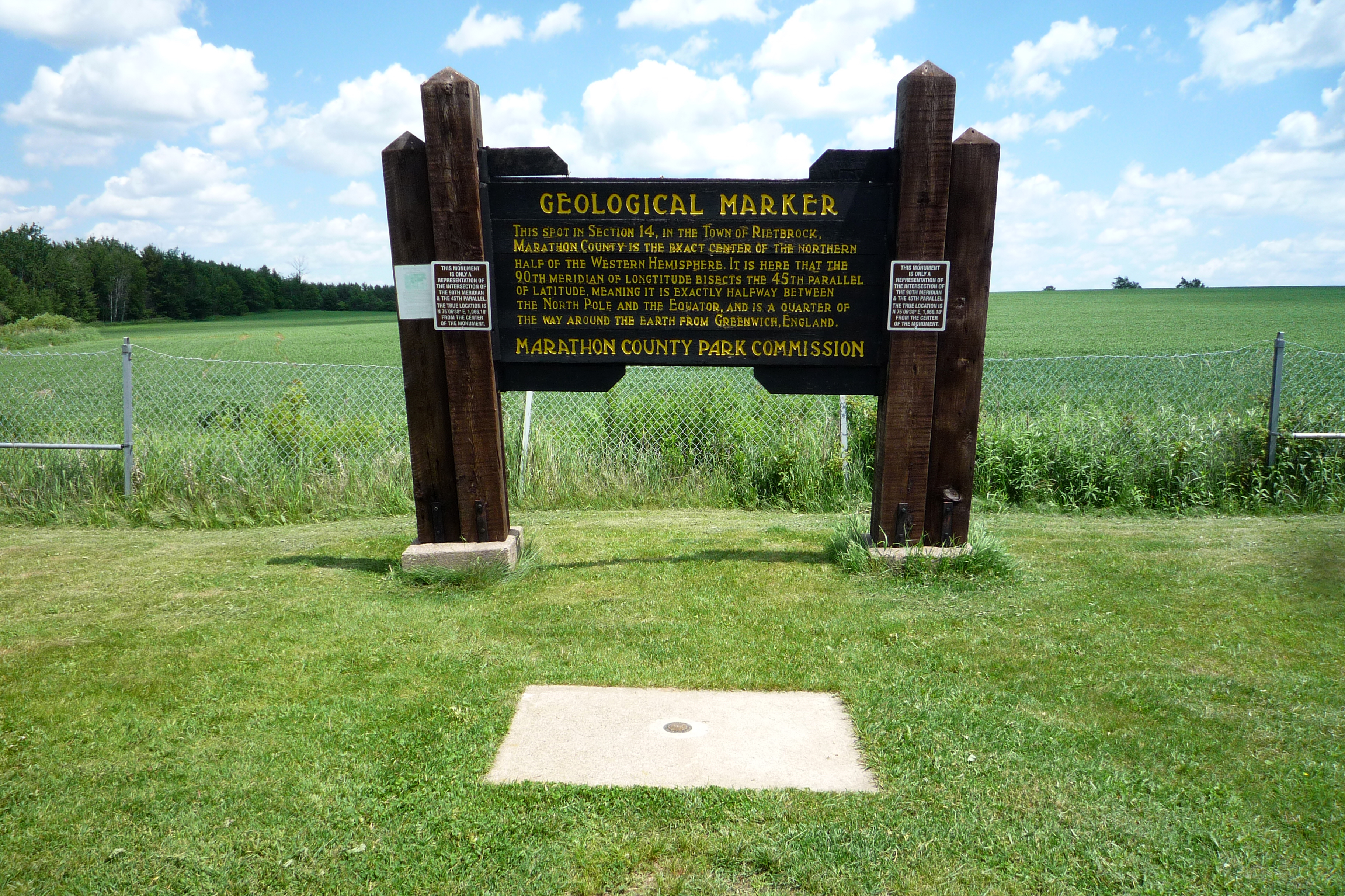
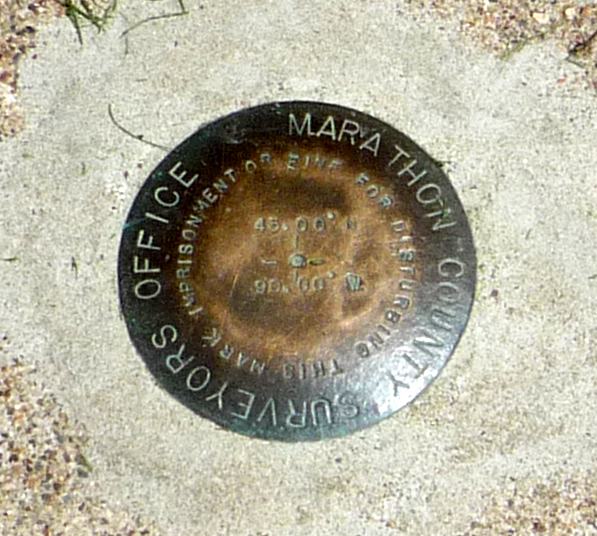

#### Nouvel indicateur
En 2017, ce panneau et ce marqueur ont été retirés, et un nouveau panneau et un nouveau marqueur ont été installés aux coordonnées exactes 45° N, 90° O.

Nouveau marqueur scellé au sol
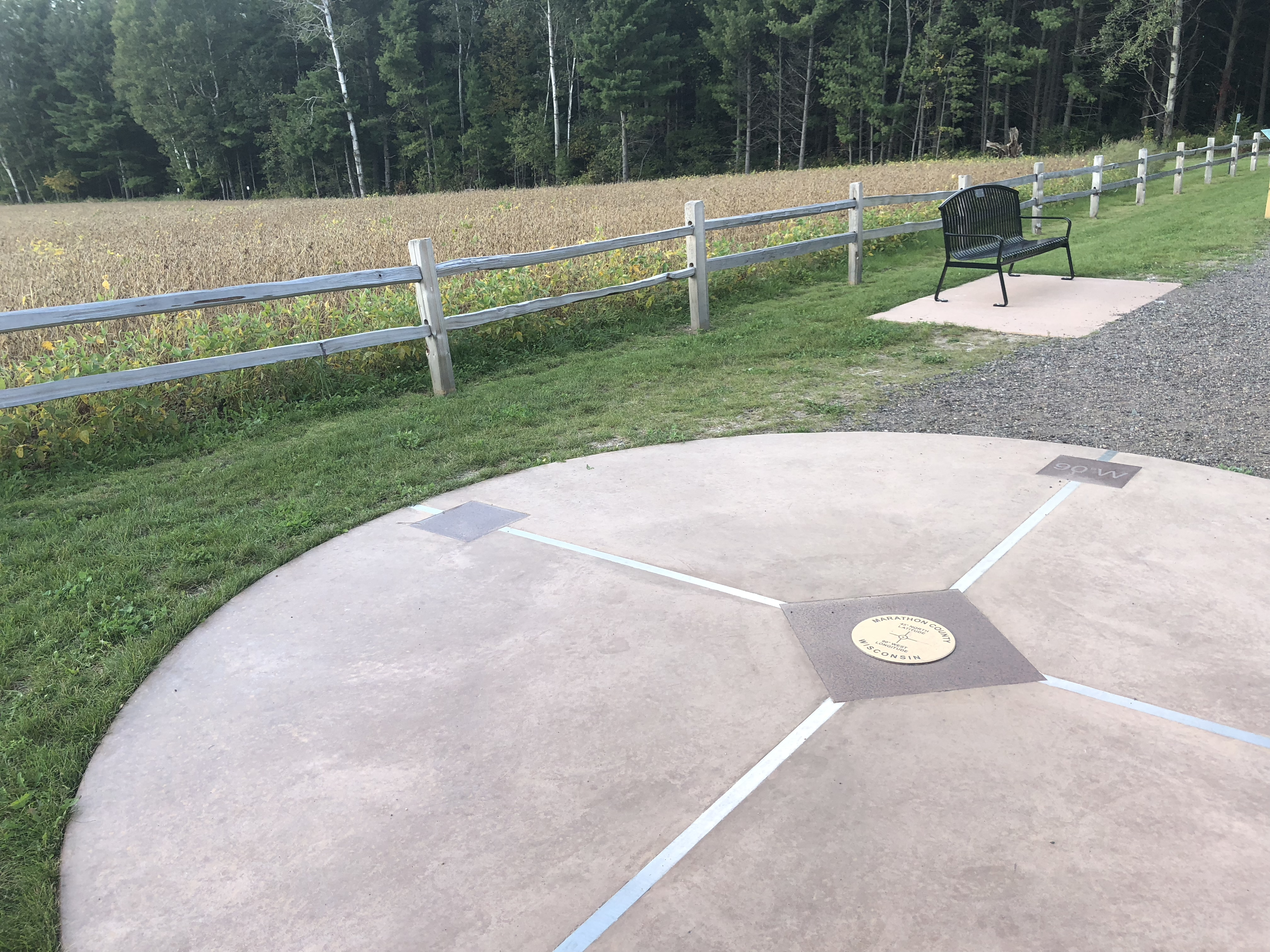
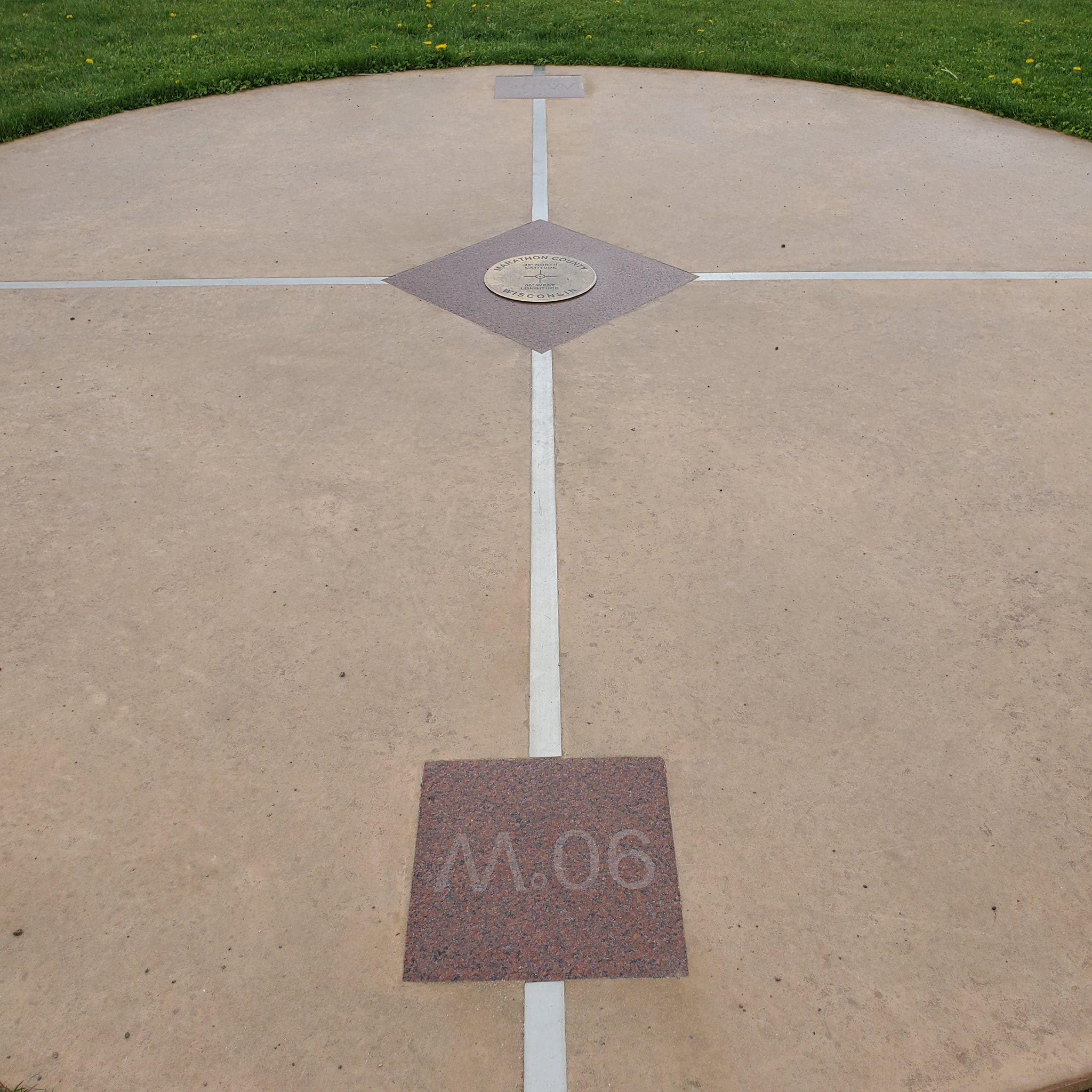
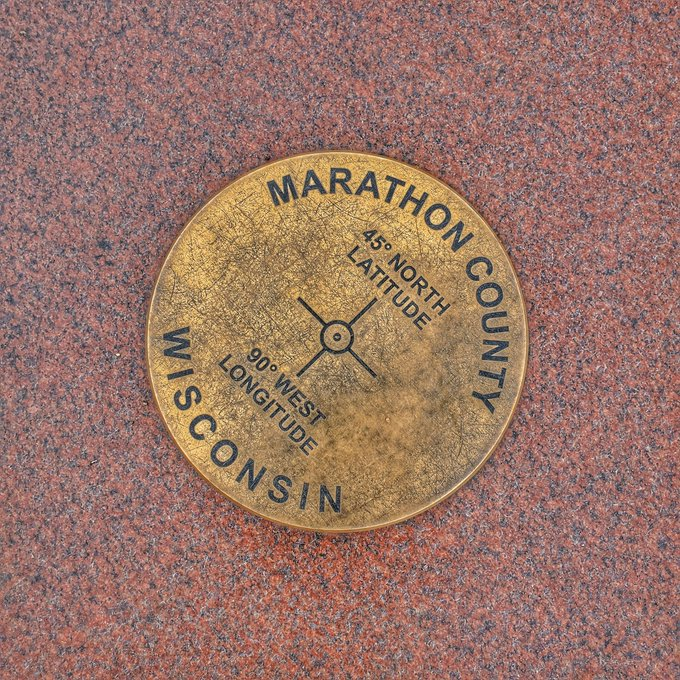

#### Postérité
Depuis l'installation du premier panneau, c'est le plus connu et le plus visité des points 45 × 90. Le Gesicki's vendait autrefois des souvenirs aux visiteurs (tee-shirts, autocollants, cartes postales), et les enregistrait dans un livre d'or comme faisant partie du 45 × 90 Club. En 1993, le nombre de personnes l'ayant signé était ainsi estimé à 5 000, avec 500 à 1 000 visiteurs par an. Après la mort de John Gesicki en 1995, son épouse Loretta a repris le bar et a perpétué la tradition. À son départ à la retraite en 2003, elle a vendu le bar, qui a fermé avant de devenir une résidence privée. Le livre a alors été transféré au Wausau/Central Wisconsin Visitor Center, devenu Wausau/Central Wisconsin Convention & Visitors Bureau, dans la ville de Wausau, siège du comté de Marathon, où les visiteurs peuvent dorénavant s'enregistrer, en échange de quoi ils reçoivent une pièce commémorative.
Cette histoire a attiré l'attention d'Associated Press, qui l'a racontée en 1986. Elle fut reprise dans plusieurs journaux à travers les États-Unis,, notamment le Washington Post. Le monument apparaît aussi dans plusieurs guides touristiques.
Cette particularité de Poniatowski fait aussi l'objet d'une chanson écrite en 1986 par Lou et Peter Berryman (en), un duo de musique folk,,,,.

### Hémisphères nord et est
45° N, 90° E est situé dans une région désertique du nord-ouest de la Chine, dans la région autonome du Xinjiang, près de la frontière avec la Mongolie, à environ 240 kilomètres au Nord-Est d'Ürümqi. La seule visite de ce point qui soit documentée s'est faite le 13 avril 2004 dans le cadre du Degree Confluence Project, par l'Américain Greg Michaels. Il était accompagné de Ru Rong Zhao, le chauffeur de taxi local qu'il a recruté à Qitai, la ville la plus proche, pour le conduire sur le site. Cette visite a montré qu'il n'y avait pas de monument ou de marqueur spécifique pour matérialiser ce point.

## Hémisphère sud
Les deux points 45 × 90 de l'hémisphère sud sont situés dans des océans :

### Hémisphères sud et ouest
45° S, 90° O est situé dans l'océan Pacifique, au large de la côte du Chili. Il est éloigné de 1 125 kilomètres de toute terre émergée.

### Hémisphères sud et est
45° S, 90° E est situé dans l'océan Indien, à mi-chemin entre l'Australie et les îles Kerguelen. Il est éloigné de 1 245 kilomètres de toute terre émergée.

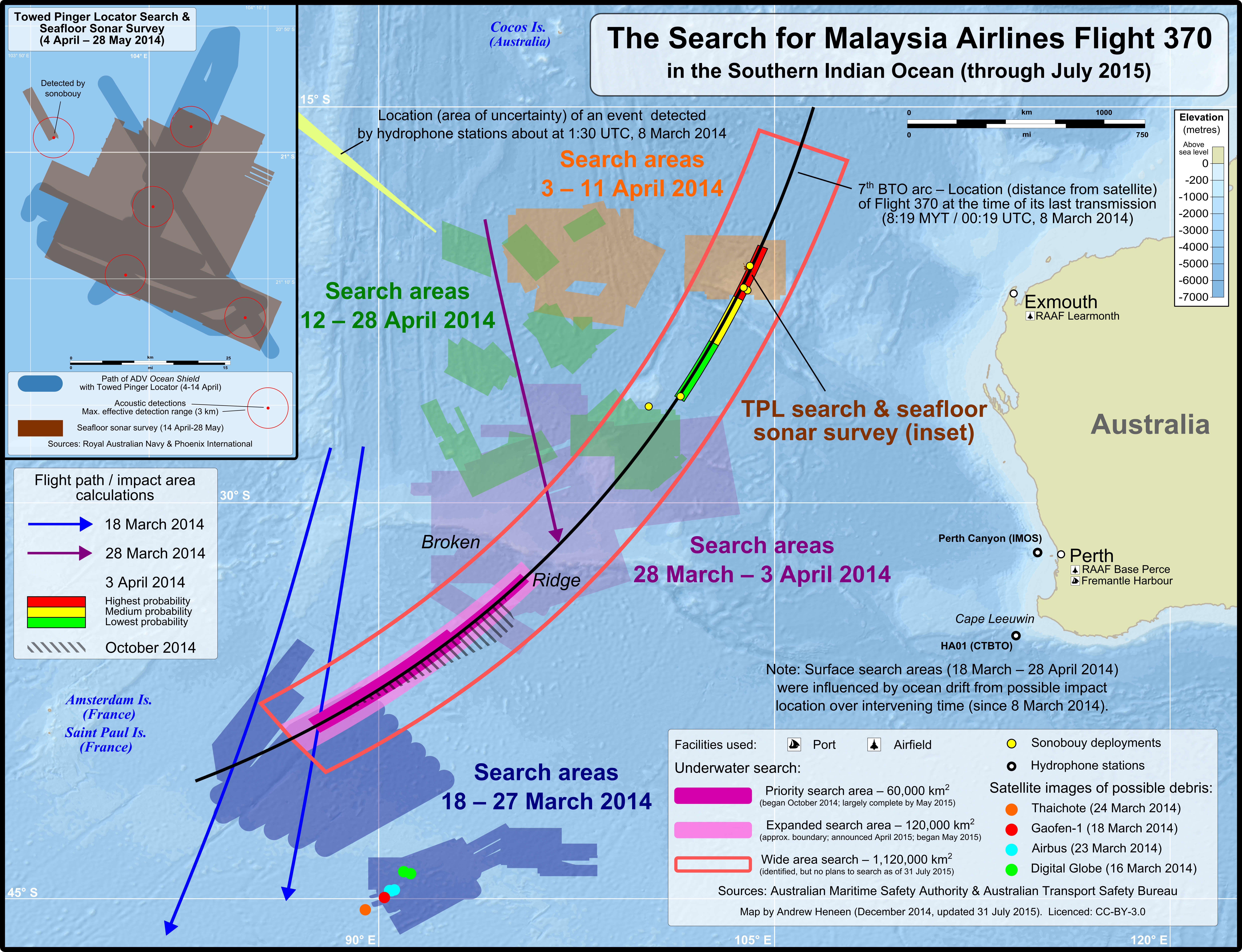
En mars 2014, de possibles débris du vol Malaysia Airlines 370 (représentés par des points de couleur dans le coin inférieur gauche de cette carte) ont été repérés par satellite aux environs de 45° S, 90° E.

Ce point a fait l'objet en mars 2014 de recherches pour retrouver le vol Malaysia Airlines 370, après que de possibles débris furent repérés par satellite aux environs de 45° S, 90° E,.